# Mehdi Abid Sarif
Mehdi Abid Sarif, arabul: مهدي عابد شريف (Kaszentína, 1980. december 14. –) algériai nemzetközi labdarúgó-játékvezető.
Részt vett a 2015-ös afrikai nemzetek kupáján Egyenlítői-Guineában, a 2016-os afrikai nemzetek bajnokságán Ruandában, a 2017-es afrikai nemzetek kupáján Gabonban, valamint a 2018-as afrikai nemzetek bajnokságán Marokkóban.
Szintén egyike volt a játékvezetőknek a 2015-ös és a 2017-es U17-es labdarúgó-világbajnokságon.

## Nemzetközi mérkőzések
- 2015-ös afrikai nemzetek kupája
  - Elefántcsontpart vs Guinea (csoportkör)
- 2015-ös U17-es labdarúgó-világbajnokság
  - Németország vs Ausztrália (csoportkör)
  - Franciaország vs Paraguay (csoportkör)
- 2016-os afrikai nemzetek bajnoksága (CHAN)
  - Mali vs Uganda (csoportkör)
- 2017-es afrikai nemzetek kupája
  - Ghána vs Mali (csoportkör)
  - Ghána vs Burkina Faso (bronzmérkőzés)
- 2017-es U17-es labdarúgó-világbajnokság
  - Németország vs Costa Rica (csoportkör)
  - Honduras vs Új-Kaledónia (csoportkör)
  - Mali vs Ghána (negyeddöntő)
- 2018-as afrikai nemzetek bajnoksága (CHAN)
  - Zambia vs Uganda (csoportkör)
  - Szudán vs Líbia (bronzmérkőzés)

## Fordítás
- Ez a szócikk részben vagy egészben  a   Mehdi Abid Charef című angol Wikipédia-szócikk fordításán alapul.  Az eredeti cikk szerkesztőit annak laptörténete sorolja fel. Ez a jelzés csupán a megfogalmazás eredetét és a szerzői jogokat jelzi, nem szolgál a cikkben szereplő információk forrásmegjelöléseként.